# كارل ويلهلم كيرن
كارل ويلهلم كيرن (بالإنجليزية: Carl Wilhelm Kern)‏ هو ملحن أمريكي، ولد في 4 يونيو 1874، وتوفي في 19 أغسطس 1945.